# Step Back (album)
Albums de Johnny Winter
Live Bootleg Series Vol. 11
(2014) Remembrance Vol. 1
(2015)
Step Back est le dix-neuvième et dernier album studio de Johnny Winter. De nombreux musiciens invités participent à l'album notamment Jason Ricci, Eric Clapton, Dr. John, Lou Marini et Tom Malone des The Blues Brothers Band, Billy Gibbons de ZZ Top, Joe Perry d'Aerosmith, Leslie West de Mountain et Brian Setzer des Stray Cats. Il est sorti sur le label Megaforce Records le 2 septembre 2014,,,.

## Récompenses
L'album remporte un Grammy Award du meilleur album de blues,. Step Back remporte également un Blues Music Award en 2015 en tant que  meilleur album de blues.

## Liste des pistes
| No  | Titre                            | Auteur                                            | avec                                  | Durée |
| --- | -------------------------------- | ------------------------------------------------- | ------------------------------------- | ----- |
| 1.  | Unchain My Heart                 | Bobby Sharp                                       | Blues Brothers Horns                  | 3:15  |
| 2.  | Can't Hold Out (Talk to Me Baby) | Willie Dixon                                      | Ben Harper (lap slide guitar, vocals) | 4:09  |
| 3.  | Don't Want No Woman              | Don Robey                                         | Eric Clapton (guitar)                 | 3:07  |
| 4.  | Killing Floor                    | Howlin' Wolf                                      | Paul Nelson (guitar)                  | 4:28  |
| 5.  | Who Do You Love                  | Bo Diddley                                        | —                                     | 2:52  |
| 6.  | Okie Dokie Stomp                 | Clarence "Gatemouth" Brown                        | Brian Setzer (guitare)                | 2:58  |
| 7.  | Where Can You Be                 | Jimmy Reed                                        | Billy Gibbons (guitare)               | 3:58  |
| 8.  | Sweet Sixteen                    | B.B. King, Joe Josea                              | Joe Bonamassa (guitare)               | 7:57  |
| 9.  | Death Letter                     | Son House                                         | —                                     | 3:39  |
| 10. | My Babe                          | Willie Dixon                                      | Jason Ricci (harmonica)               | 4:25  |
| 11. | Long Tall Sally                  | Little Richard, Robert Blackwell, Enotris Johnson | Leslie West (guitare)                 | 2:53  |
| 12. | Mojo Hand                        | Lightnin' Hopkins                                 | Joe Perry (guitare)                   | 3:49  |
| 13. | Blue Monday                      | Dave Bartholomew                                  | Dr. John (piano)                      | 3:02  |

## Musiciens
- Johnny Winter – guitare, steel guitar, chant
- Paul Nelson – guitare
- Scott Spray – basse
- Tommy Curiale – batterie
- Mike DiMeo – piano sur Don't Want No Woman, Who Do You Love, Okie Dokie Stomp, My Babe, Long Tall Sally, Blue Monday ; Hammond B-3 organ sur Unchain My Heart, Sweet Sixteen
- Tom Bones Malone – trombone sur Unchain My Heart, Okie Dokie Stomp, Sweet Sixteen, Blue Monday
- Blue Lou Marini – saxophone ténor sur Unchain My Heart, Okie Dokie Stomp, Sweet Sixteen, Blue Monday
- Joe Meo – saxophone alto sur Unchain My Heart, Okie Dokie Stomp, Sweet Sixteen, Blue Monday
- Don Harris – trompette sur Unchain My Heart, Okie Dokie Stomp, Sweet Sixteen, Blue Monday
- Frank King Bee Latorre – harmonica sur Killing Floor
- Meredith Dimenna – chœurs sur Who Do You Love
- Wendy Brown Rashad – chœurs sur Unchain My Heart
- Shauna Jackson – chœurs sur Unchain My Heart
- Cynthia Tharpe – chœurs sur Unchain My Heart

## Production
- Producteur : Paul Nelson
- Ingénieur : Brendan Muldowney
- Assistants ingénieurs : Ian Callanan, Mikhail Pivovarov, Nicholas Wells
- Mixage : Mike "Metal" Goldberg
- Mastering : Greg Calbi
- Direction artistique, design : Stephen Jensen
- Photographie : Michael Weintrob, Marty Temme

## Classements
| Chart                        | Meilleure position |
| ---------------------------- | ------------------ |
| Billboard Blues Albums       | 1                  |
| Billboard Independent Albums | 1                  |
| Billboard 200                | 17                 |
| Danemark (Tracklisten)       | 30                 |